# 202806 Sierrastars
202806 Sierrastars è un asteroide della fascia principale. Scoperto nel 2008, presenta un'orbita caratterizzata da un semiasse maggiore pari a 2,2304502 UA e da un'eccentricità di 0,2325288, inclinata di 4,68214° rispetto all'eclittica.